# الأقصر (فرقيطة)
الأقصر هي فرقيطة والسفينة الرابعة من فئة جوويند لدى البحرية المصرية تم بنائها داخل أحواض شركة ترسانة الإسكندرية في مصر بالتعاون مع الجانب الفرنسي وهي ضمن صفقة مع فرنسا بتزويد البحرية المصرية ب سفن من ذلك الطراز مع نقل تكنلوجيا صناعتها لمصر.